# Vorkriegsjugend
I Vorkriegsjugend sono stati una influente hardcore punk tedesca della regione del Kreuzen. Il gruppo è stato in attività per soli quattro anni, tra il 1982 e il 1985
Durante l'attività il gruppo ha pubblicato due 7" e un LP, ora resi disponibili su CD dall'etichetta Weird System Records.
La band si è riformata nel 1998 con il batterista come unico componente originale, e ha pubblicato l'EP Widerstand dem Teutonenland prima di sciogliersi nel 1999.

## Componenti
- Klaus Hicker - voce
- Sepp "Fuchs" Ehrensberger - chitarra (dal 1984)
- Michael "Michi" Weindl - chitarra
- Thomas "Heschel" Rickert - basso (dal 1984)
- Didi - basso (fino al 1983)
- Markus "Bomber" Noack (1983 - 1984)
- Jürgen Heiland - batteria

## Discografia

### Album studio
- 1984 - Vorkriegsjugend
- 1996 - Dto

### EP
- 1983 - Heute Spaß, morgen Tod
- 1998 - Widerstand dem Teutonenland

### Raccolte
- 2003 - Wir sind die Ratten
- 200? - VKJ

### Apparizioni in compilation
- 1985 - We Don't Want Your Fucking Law!, (Fight Back Records)
- 2000 - Punk Rock BRD Volume 1, (Weird System)
- 2002 - Berlin Frisbee#01, (Weird System)
- 2002 - Wenn Kaputt Dann Wir Spaß - Berlin Punk Rock 1977-1989, (Weird System)
- 2003 - Nazis Raus!, (Weird System)
- 2004 - Punk Rock BRD Volume 2, (Weird System, Indigo Records)